# BUTEC

El Centro de Evaluación y pruebas submarinas británico (BUTEC, por sus siglas en inglés) es un área de pruebas y evaluaciones militares submarinas en Inner sound, Escocia entre la isla de Raasay y la península de Applecross, en la costa noroeste de Escocia.
BUTEC es operado por el contratista de defensa QinetiQ en representación del Ministerio de Defensa y de la  Marina Real británica. El área es utilizada para medición de ruido de buques de superficie y submarinos y para probar una variedad de armas y sensores.

## Historia
BUTEC fue establecido en Inner sound, Escocia por el Ministerio de Defensa en la década de los 1970s, la ubicación fue escogida debido a sus aguas protegidas, profundas, fondo marino suave y bajos niveles de perturbaciones acústicas. Los estatutos de 1975 para evaluaciones y pruebas submarinas británicasentraron en vigor el 1 de septiembre de 1975. Los estatutos prohibieron el acceso público a ciertas áreas terrestres en todo momento y al área marítima cuando este en uso por la milicia para disparo, lanzamiento y despliegue de vehículos submarinos, torpedos y todas las actividades relacionadas.
En 2002,  hubo una controversia cuándo un sonar de alta potencia se probó en el área. El sonar fue culpado por las muertes de ballenas y delfines y había sido prohibido en los EE. UU..

## Instalaciones
El área BUTEC tiene 10 km de largo y 6 km de ancho, con una profundidad de agua de entre 175 m y 200 m.
El área consta de un área para  medir el ruido al este de la isla South Rona, y un área de pruebas de torpedos localizada en el centro de Inner Sound, Escocia entre la isla de Raasay y Applecross en tierra firme. El área de medición de ruido mide aproximadamente una milla de largo y está dividida en bloques de 50 yardas de ancho (etiquetados de la A a la Z) dentro de los cuales hay un arreglo grande de sensores. Un submarino está contempladoo para moverse a través de la sección media del área (bloques M o N) repetidamente mientras el equipo científico instalado en la costa de Rona analiza el sonido del submarino. Si el buque no consigue la firma acústica esperada, no se le permite comenzar patrullaje activo.